# Pipestone County
Pipestone County är ett administrativt område i delstaten Minnesota i USA, med 9 596 invånare. Den administrativa huvudorten (county seat) är Pipestone.
Pipestone nationalmonument ligger i countyt. 

## Politik
Pipestone County tenderar att rösta republikanskt. Republikanernas kandidat har vunnit countyt i samtliga presidentval sedan valet 1980. I valet 2016 vann republikanernas kandidat med 69,4 procent av rösterna mot 23,4 för demokraternas kandidat, vilket är den största segern i countyt för en kandidat sedan valet 1952.

## Geografi
Enligt United States Census Bureau har countyt en total area på 1 207 km². 1 206 km² av den arean är land och 1 km² är vatten.      

### Angränsande countyn
- Lincoln County - norr
- Lyon County - nordost
- Murray County - öst
- Rock County - söder
- Minnehaha County, South Dakota - sydväst
- Moody County, South Dakota - väst
- Brookings County, South Dakota - nordväst

### Orter
- Edgerton
- Hatfield
- Holland
- Ihlen
- Jasper (delvis i Rock County)
- Pipestone (huvudort)
- Ruthton
- Trosky
- Woodstock